# 구덕터널
구덕터널(九德터널, Gudeok Tunnel)은 부산광역시 서구 서대신동에서 사상구 학장동을 연결하는 터널이다. 제2만덕터널보다 4년 빠른 1984년 8월 11일에 개통하였으며 서구에서 사상구로 넘어가는 구덕고개를 대체하기 위해 만들어졌다. 개통당시 2km에 근접하는 길이로 대한민국에서 가장 긴 일반도로 터널이었으며 부산광역시의 첫 유료터널이었다. 1984년 8월 11일부터 2007년 12월까지 유료구간으로 운용할 예정이었으나 2005년 7월 1일 부산광역시 유료도로 통행료 징수돚운용 등에 관한 조례가 개정되면서 제2만덕터널과 함께 조기 무료화되었다.
주변에는 구덕운동장과 구덕야구장이 있다.

## 연혁
- 1984년 8월 11일 : 개통
- 1984년 12월 20일 : 통행료 징수 개시[1]
- 2003년 10월 23일 : 통행료를 소형 500원, 대형 600원으로 변경[2]
- 2005년 7월 1일 : 터널 무료화[3][4]

## 특징
- 서구와 사상구를 관통한다.
- 이 터널의 개통으로 인해 사상구에서 하단 또는 서면을 경유해서 가야했던 중구, 서구, 영도구, 동구 방면으로의 거리와 시간이 단축되었다.

## 같이 보기
- 구덕운동장
- 구덕야구장